# John Gray (Autor)

John Gray

John Gray (* 2. März 1866 in London; † 14. Juni 1934 in Edinburgh) war ein britischer Autor und römisch-katholischer Priester.

## Biographie
Gray wurde als Sohn eines Tischlers im Londoner Arbeiterbezirk Bethnal Green geboren und arbeitete als Bibliothekar im Foreign Office. Um 1890 erregte er durch erste Gedichte im ästhetizistischen Stil des Fin de siècle Aufmerksamkeit in literarisch interessierten Kreisen und schloss unter anderem Bekanntschaft mit Aubrey Beardsley und Oscar Wilde, der eine Zeitlang sein Liebhaber war. Grays erster Gedichtband Silverpoints erschien 1893, von Charles Ricketts bibliophil gestaltet, in kleiner Auflage. Gray machte sich auch einen Namen als Übersetzer französischer Symbolisten wie Mallarmé, Verlaine, Laforgue und Rimbaud, deren Werke er zum Teil erstmals ins Englische übertrug. Gray galt als Vorbild für die Titelfigur in Wildes Roman Das Bildnis des Dorian Gray, was er selbst jedoch stets bestritt.
Ende der 1890er Jahre konvertierte Gray zum Katholizismus. Er studierte katholische Theologie am Schottischen Kolleg in Rom und empfing 1901 die Priesterweihe. Sein restliches Leben verbrachte er in Edinburgh, wo er an der Kirche St. Patrick und als Rektor an St. Peter tätig war. Gray lebte mit dem französischen Schriftsteller Marc-André Raffalovich zusammen.
Gray schrieb neben seinen Gedichten den Roman Park: A Fantastic Story. Viele seiner späteren Werke beschäftigen sich mit christlichen Heiligen. Er starb 1934 nach kurzer Krankheit.

## Werke (Auswahl)
- Silverpoints, Gedichte (1893)
- Ad Matrem, Gedichte (1904)
- The Long Road, Gedichte (1926)
- Park: A Fantastic Story, Roman